# هواشناس (فیلم)
مرد آب و هوا یا هواشناس (به انگلیسی: The Weather Man) فیلمی آمریکایی محصول سال ۲۰۰۵ در سبک کمدی درام به کارگردانی گور وربینسکی و نویسندگی استیون کنراد و با بازی نیکلاس کیج است. داستان فیلم در مورد مردی است که به شغل گویندگی هواشناسی در بخش اخبار مشغول است. این فیلم در ۲۸ اکتبر ۲۰۰۵ منتشر شده‌است.

## بازیگران
- نیکلاس کیج در نقش دیوید اسپریتز
- مایکل کین در تقش روبرت اسپریتزل
- هوپ دیویس در نقش نورین
- نیکلاس هولت در تقش مایک اسپریتزل